# كين هابارد
كين هابارد (بالإنجليزية: Kin Hubbard)‏ هو صحفي أمريكي، ولد في 1 سبتمبر 1868 في بيل فونتين في الولايات المتحدة، وتوفي في 26 ديسمبر 1930 في إنديانابوليس في الولايات المتحدة.

## وصلات خارجية
- كين هابارد على موقع إن إن دي بي (الإنجليزية)